# ليني روزنبلوت
ليني روزنبلوت (بالإنجليزية: Lennie Rosenbluth)‏ مواليد 22 يناير 1933 في نيويورك، هو لاعب كرة سلة أمريكي. بدأ مسيرته الاحترافية في سنة 1957. تم اختياره من قبل فريق غولدن ستايت ووريورز خلال الدرافت. حمل الرقم 18. بلغ طوله 6 قدم 4 بوصة (1.9 م). اعتزل اللعب في 1959.

## روابط خارجية
- ليني روزنبلوت على موقع إن بي أي (الإنجليزية)
- ليني روزنبلوت على موقع سبورتس رفرنس (الإنجليزية)
- ليني روزنبلوت على موقع كلية كرة السلة في سبورتس رفرنس.كوم (الإنجليزية)
- ليني روزنبلوت على موقع ريلجم (الإنجليزية)
- ليني روزنبلوت على موقع بروبوليرز (الإنجليزية)
- ليني روزنبلوت على موقع قاعة كارولاينا الشمالية للمشاهير الرياضية (الإنجليزية)